# Svjetsko prvenstvo u rukometu – Danska i Njemačka 2019.
Svjetsko prvenstvo u rukometu 2019. je 26. Svjetsko prvenstvo u rukometu koja se održavalo u Danskoj i Njemačkoj.
Na ovom je prvenstvu prvi put sudjelovala ujedinjena korejska reprezentacija.

## Kandidature
Danska i Njemačka predstavile su zajedničku kandidaturu. Protukandidati su bili Poljska i zajednička kandidatura Slovačke i Mađarske. Međunarodna rukometna federacija najavila je 27. listopada da će Danska i Njemačka biti domaćini svjetskoga rukometnog prvenstva.

## Sustav natjecanja
Ovo je izdanje prvenstva povrat na sustav natjecanja koji se primijenilo na svjetskom prvenstvu 2011. godine. 24 momčadi podijeljene su u četiri skupine, iz koje će tri najbolje momčadi ići u drugi krug. Najslabije tri iz svake skupine natjecat će se za Predsjednički kup (Presidents' Cup) za poredak od 13. do 24. mjesta. U drugom krugu borbe za odličja 12 će momčadi biti podijeljeno u dvije skupine. Prenose se bodovi iz prvog kruga koje se osvojilo protiv momčadi iz skupine koje su se kvalificirale u drugi krug. Najbolje dvije momčadi u svakoj skupini drugog kruga idu u poluzavršnicu. Treći i četvrtoplasirani igraju utakmice za poredak. Od poluzavršnice nadalje primjenjuje se sustav na ispadanje.

## Kvalifikacijska natjecanja
| Natjecanje                  | Nadnevci                               | Mjesta | Kvalificirali se                                                                     |
| --------------------------- | -------------------------------------- | ------ | ------------------------------------------------------------------------------------ |
| domaćini                    | 28. listopada 2013.                    | 2      | Danska Njemačka                                                                      |
| Svjetsko prvenstvo 2017.    | 11. – 29. siječnja 2017.               | 1      | Francuska                                                                            |
| Europsko prvenstvo 2018.    | 12. – 28. siječnja 2018.               | 1      | Španjolska                                                                           |
| Afričko prvenstvo 2018.     | 17. – 27. siječnja 2018.               | 3      | Angola Egipat Tunis                                                                  |
| Azijsko prvenstvo 2018.     | 18. – 28. siječnja 2018.               | 4      | Bahrein Katar Saudijska Arabija Južna Koreja                                         |
| europske kvalifikacije      | 25. listopada 2017. – 14. lipnja 2018. | 9      | Austrija Hrvatska Mađarska Island Sjeverna Makedonija Norveška Rusija Srbija Švedska |
| Panameričko prvenstvo 2018. | 16. – 24. lipnja 2018.                 | 3      | Argentina Brazil Čile                                                                |
| pozivnicom                  | 9. svibnja 2018. 10. listopada 2018.   | 2      | Japan Koreja                                                                         |

### Kvalificirane momčadi
| Država              | Kvalificirala se kao                   | Nadnevak kvalificiranja | Prijašnji nastupi1 |
| ------------------- | -------------------------------------- | ----------------------- | --- |
| Danska              | domaćin                                | 28. listopada 2013.     | 22 (1938., 1954., 1958., 1961., 1964., 1967., 1970., 1974., 1978., 1982., 1986., 1993., 1995., 1999., 2003., 2005., 2007., 2009., 2011., 2013., 2015., 2017)          |
| Njemačka            | domaćin                                | 28. listopada 2013.     | 23 (1938., 1954., 1958., 1961., 1964., 1967., 1970., 1974., 1978., 1982., 1986., 1993., 1995., 1999., 2001., 2003., 2005., 2007. , 2009., 2011., 2013., 2015., 2017.) |
| Francuska           | svjetski prvak 2017.                   | 29. siječnja 2017.      | 21 (1954., 1958 ,1961., 1964., 1967., 1970., 1978., 1990., 1993., 1995., 1997., 1999., 2001., 2003., 2005., 2007., 2009., 2011., 2013., 2015., 2017. )                |
| Saudijska Arabija   | polufinalist Azijskog prvenstva        | 23. siječnja 2018.      | 08 (1997., 1999., 2001., 2003., 2009., 2013., 2015., 2017.) |
| Katar               | polufinalist Azijskog prvenstva        | 23. siječnja 2018.      | 06 (2003., 2005., 2007., 2013., 2015., 2017.) |
| Južna Koreja        | polufinalist Azijskog prvenstva        | 23. siječnja 2018.      | 11 (1986., 1990., 1993., 1995., 1997., 1999., 2001., 2007., 2009., 2011., 2013.)                                                                                      |
| Bahrein             | polufinalist Azijskog prvenstva        | 24. siječnja 2018.      | 02 (2011., 2017.) |
| Tunis               | finalist Afričkog prvenstva            | 25. siječnja 2018.      | 13 (1967., 1995., 1997., 1999., 2001., 2003., 2005., 2007., 2009., 2011., 2013., 2015., 2017.)                                                                        |
| Egipat              | finalist Afričkog prvenstva            | 25. siječnja 2018.      | 14 (1964., 1993., 1995., 1997., 1999., 2001., 2003., 2005., 2007., 2009., 2011., 2013., 2015., 2017.)                                                                 |
| Angola              | treće mjesto na Afričkom prvenstvu     | 27. siječnja 2018.      | 03 (2005., 2007., 2017.) |
| Španjolska          | europski prvak                         | 28. siječnja 2018.      | 19 (1958., 1974., 1978., 1982., 1986., 1990., 1993., 1995., 1997., 1999., 2001., 2003., 2005., 2007., 2009., 2011., 2013. , 2015., 2017.)                             |
| Japan               | pozivnicom                             | 9. svibnja 2018.        | 14 (1961., 1964., 1967., 1970., 1974., 1978., 1982., 1990., 1995., 1997., 2005., 2011., 2017)                                                                         |
| Rusija              | europsko doigravanje                   | 12. lipnja 2018.        | 12 (1993., 1995., 1997., 1999., 2001., 2003., 2005., 2007., 2009., 2013., 2015., 2017.)                                                                               |
| Norveška            | europsko doigravanje                   | 12. lipnja 2018.        | 14 (1958., 1961., 1964., 1967., 1970., 1993., 1997., 1999., 2001., 2005., 2007., 2009., 2011., 2017.)                                                                 |
| Sjeverna Makedonija | europsko doigravanje                   | 13. lipnja 2018.        | 05 (1999., 2009., 2013., 2015., 2017.) |
| Mađarska            | europsko doigravanje                   | 13. lipnja 2018.        | 19 (1958., 1964., 1967., 1970., 1974., 1978., 1982., 1986., 1990., 1993., 1995., 1997., 1999., 2003., 2007., 2009., 2011., 2013., 2017.)                              |
| Švedska             | europsko doigravanje                   | 13. lipnja 2018.        | 23 (1938., 1954., 1958., 1961., 1964., 1967., 1970., 1974., 1978., 1982., 1986., 1990., 1993., 1995., 1997., 1999., 2001., 2003., 2005., 2009., 2011., 2015., 2017.)  |
| Austrija            | europsko doigravanje                   | 13. lipnja 2018.        | 05 (1938., 1958., 1993., 2011., 2015.) |
| Island              | europsko doigravanje                   | 13. lipnja 2018.        | 19 (1958., 1961., 1964., 1970., 1974., 1978., 1986., 1990., 1993., 1995., 1997., 2001., 2003., 2005., 2007., 2011., 2013., 2015., 2017.)                              |
| Hrvatska            | europsko doigravanje                   | 14. lipnja 2018.        | 12 (1995., 1997., 1999., 2001., 2003., 2005., 2007., 2009., 2011., 2013., 2015., 2017.)                                                                               |
| Srbija              | europsko doigravanje                   | 14. lipnja 2018.        | 03 (2009., 2011., 2013.) |
| Brazil              | finalist Panameričkog prvenstva        | 23. lipnja 2018.        | 13 (1958., 1995., 1997., 1999., 2001., 2003., 2005., 2007., 2009., 2011., 2013., 2015., 2017.)                                                                        |
| Argentina           | finalist Panameričkog prvenstva        | 23. lipnja 2018.        | 11 (1997., 1999., 2001., 2003., 2005., 2007., 2009., 2011., 2013., 2015., 2017.)                                                                                      |
| Čile                | treće mjesto na Panameričkom prvenstvu | 24. lipnja 2018.        | 04 (2011., 2013., 2015., 2017.) |
| Koreja              | pozivnicom2                            | 10. listopada 2018.     | 00 (prvi nastup) |

1 Podebljana brojka označava prvaka na tom natjecanju. Nakošena brojka označava zemlju domaćina te godine.
2 Rukometne saveze Južne Koreje i Sjeverne Koreje pozvala je Međunarodna rukometna federacija sudjelovati na prvenstvu kao ujedinjeni sastav. Južnokorejska rukometna reprezentacija 11 je puta prije sudjelovala na svjetskim prvenstvima: 1986., 1990., 1993., 1995., 1997., 1999., 2001., 2007., 2009., 2011. i 2013. godine. Izvorno se kvalificirala kao polufinalist azijskog prvenstva 2018. godine.

## Izvlačenje
Izvlačenje je bilo 25. lipnja 2018. u Kopenhagenu u Danskoj.

### Jakosne skupine
Jakosne skupine i procedura izvlačenja najavljena je 22. lipnja 2018. godine.
| Zdjela 1                            | Zdjela 2                          | Zdjela 3                                    | Zdjela 4                      | Zdjela 5                   | Zdjela 6                                     |
| ----------------------------------- | --------------------------------- | ------------------------------------------- | ----------------------------- | -------------------------- | -------------------------------------------- |
| Francuska Španjolska Švedska Danska | Hrvatska Rusija Norveška Mađarska | Katar Njemačka Austrija Sjeverna Makedonija | Srbija Tunis Island Argentina | Brazil Egipat Bahrein Čile | Južna Koreja4 Saudijska Arabija Angola Japan |

4 Zamijenila ju je ujedinjena  Koreja.

## Sastavi
Sastavi momčadi na SP u rukometu 2019.

### Hrvatska
Na širem popisu igrača za svjetsko prvenstvo 2019. izbornik Červar u prosincu 2018. pozvao je ove nalaze se vratari Marin Šego (Pick Szeged), Ivan Stevanović (Schaffhausen), Filip Ivić (Kielce), Mate Šunjić (Ivry), desna krila Zlatko Horvat (PPD), Josip Božić Pavletić (PPD), Ivan Vida (Nexe), lijeva krila Manuel Štrlek (Veszprem), David Mandić PPD), Lovro Mihić (Wisla), kružni napadači Željko Musa (Magdeburg), Leon Šušnja (PPD), Kristian Bećiri (Celje), Krešimir Kozina (Goepingen), Marin Šipić (Nexe), lijevi vanjski Domagoj Duvnjak (Kiel), Halil Jaganjac (Nexe), Damir Bičanić (PPD), Ivan Slišković (Goepingen), Alen Blažević (Pick Szeged), srednji vanjski Luka Cindrić (Kielce), Igor Karačić (Vardar), Lovro Jotić (PPD) i desni vanjski Luka Stepančić (PSG), Jakov Vranković (Tatabanya), Luka Šebetić (Tremblay), Ivan Sršen (PPD), Josip Vekić (PPD). Suženi popis od 19 igrača Červar je objavio 17. prosinca 2018. godine. 1. siječnja 2019. s popisa su ispala četvorica igrača, a dodana su petorica novih. 2. siječnja 2019. Josipa Božića Pavletića zbog ozljede zamijenio je Ivan Vida. Damir Bičanić momčadi je dodan 5. siječnja. Nakon odigranog Croatia Cupa, s popisa su otpali vratar Filip Ivić i desni vanjski Luka Šebetić. Konačni sastav izbornik je objavio 8. siječnja 2019. godine.

## Gradovi domaćini
Prva namjera je bila da se prvenstvo igra u osam gradova: Kopenhagenu, Herningu, Berlinu, Münchenu, Kölnu, Mannheimu, Kielu i Hamburgu. Naposljetku su organizatori izabrali šest gradova i šest dvorana u kojima su se igrale utakmice. Sve dvorane mogu primiti preko deset tisuća gledatelja. Završnica se igrala u Jyske Bank Boxenu u Herningu, Danska.
| Kopenhagen        | Kopenhagen        | Herning           | Herning           | Berlin              | Berlin              |
| ----------------- | ----------------- | ----------------- | ----------------- | ------------------- | ------------------- |
| Royal Arena       | Royal Arena       | Jyske Bank Boxen  | Jyske Bank Boxen  | Mercedes-Benz Arena | Mercedes-Benz Arena |
| Kapacitet: 13.700 | Kapacitet: 13.700 | Kapacitet: 15.000 | Kapacitet: 15.000 | Kapacitet: 14.800   | Kapacitet: 14.800   |
|                   |                   |                   |                   |                     |                     |
| Köln              | Köln              | München           | München           | Hamburg             | Hamburg             |
| Lanxess Arena     | Lanxess Arena     | Olympiahalle      | Olympiahalle      | Barclaycard Arena   | Barclaycard Arena   |
| Kapacitet: 19.250 | Kapacitet: 19.250 | Kapacitet: 12.000 | Kapacitet: 12.000 | Kapacitet: 13.300   | Kapacitet: 13.300   |
|                   |                   |                   |                   |                     |                     |

## Suci
Sudački parovi izabrani su 25. listopada 2018. godine.
| Referees | Referees                                  |
| -------- | ----------------------------------------- |
|          | Julian Grillo Sebastián Lenci             |
|          | Matija Gubica Boris Milošević             |
|          | Václav Horáček Jiří Novotný               |
|          | Martin Gjeding Mads Hansen                |
|          | Karim Gasmi Raouf Gasmi                   |
|          | Robert Schulze Tobias Tönnies             |
|          | Majid Kolahdouzan Alireza Mousaviannazhad |
|          | Đorđi Načevski Slave Nikolov              |

| Referees | Referees                          |
| -------- | --------------------------------- |
|          | Ivan Pavićević Miloš Ražnatović   |
|          | Håvard Kleven Lars Jørum          |
|          | Duarte Santos Ricardo Fonseca     |
|          | Bojan Lah David Sok               |
|          | Óscar López Ángel Ramírez         |
|          | Mirza Kurtagic Mattias Wetterwik  |
|          | Arthur Brunner Morad Salah        |
|          | Ismail Boualloucha Ramzi Khenissi |

## Konačni poredak
Momčadi koje su bile 5. u glavnom krugu su poredane kao 9. i 10. a momčadi koje su bile 6. u glavnom krugu su 11. i 12. na ljestvici. U slučaju istog broja bodova, gledalo se gol-razliku u preliminarnom krugu.
| Mjesto | Momčad              |
| ------ | ------------------- |
|        | Danska              |
|        | Norveška            |
|        | Francuska           |
| 4.     | Njemačka            |
| 5.     | Švedska             |
| 6.     | Hrvatska            |
| 7.     | Španjolska          |
| 8.     | Egipat              |
| 9.     | Brazil              |
| 10.    | Mađarska            |
| 11.    | Island              |
| 12.    | Tunis               |
| 13.    | Katar               |
| 14     | Rusija              |
| 15.    | Sjeverna Makedonija |
| 16.    | Čile                |
| 17.    | Argentina           |
| 18.    | Srbija              |
| 19.    | Austrija            |
| 20.    | Bahrein             |
| 21.    | Saudijska Arabija   |
| 22.    | Koreja              |
| 23.    | Angola              |
| 24.    | Japan               |

| 1. mjesto      | izravan plasman na OI 2020.            |
| 2. – 7. mjesto | izborili kvalifikacijski turnir za OI. |

## Idealna momčad prvenstva
Idealna momčad prvenstva i najkorisniji igrač.
| Pozicija           | Igrač                  |
| ------------------ | ---------------------- |
| Vratar             | Niklas Landin Jacobsen |
| Lijevo krilo       | Magnus Jøndal          |
| Lijevi vanjski     | Sander Sagosen         |
| Srednji vanjski    | Rasmus Lauge Schmidt   |
| Desni vanjski      | Fabian Wiede           |
| Desno krilo        | Ferrán Solé            |
| Kružni             | Bjarte Myrhol          |
| Najkorisniji igrač | Mikkel Hansen          |

## Zanimljivosti
Unatoč prenesena maksimalna 4 boda u drugi dio natjecanja i pobijeđenih aktualnih svjetskih (Francuska) i europskih prvaka (Španjolska), Hrvatska se nije uspjela plasirati u završni dio turnira i borbu za medalju. Na tom putu su im se ispriječili Brazil i Njemačka, gdje je utakmicu s Njemačkom okarakterizirala greška sudačkog dvojca Martina Gjedinga i Madsa Hansena u završnim trenucima utakmice koja je direktno utjecala na konačan ishod utakmice. Danski suci su nakon utakmice priznali da su pogriješili i tako oštetili Hrvatsku.